# Remagne
Remagne (Rimagne en wallon) est une section de la commune belge de Libramont-Chevigny située en Région wallonne dans la province de Luxembourg.

## Géographie
Le village est situé à une dizaine de kilomètres de Libramont et Vaux-sur-Sûre, et à une quinzaine de kilomètres de Saint-Hubert et Bastogne.

### Géologie
Remagne compte quelques petits gîtes de tourmaline d'un kilomètre à un kilomètre et demi au nord. Il y a le site de la chapelle de Lorette célèbre pour ses tourmalines de 3 cm en longs cristaux plus ou moins isolés ou associés. Il y a aussi de pyrite à proximité. Le  Vieux Moulin possède un banc de quartz minéralisé en apatite et divers sulfures (et altérations) en mouchetures rares (sphalérite, chalcopyrite, cuprite, malachite etc.). Il y a également une passée métamorphique à épidote quelque peu au nord du même endroit. On trouve aussi des blocs de quartz erratiques avec de la tourmaline le long d’anciennes carrières et à Freux-Mesnil, près du lieu-dit Biôlettes.

## Évolution démographique
- Source: DGS, 1831 à 1970=recensements population, 1976= habitants au 31 décembre